# Château de Druy-Parigny
 (novembre 2023).
- Si vous ne connaissez pas le sujet, laissez ce bandeau (vous pouvez alors contacter les auteurs).
- Si vous supprimez le contenu mis en cause (vous pouvez préalablement contacter les auteurs),

argumentez précisément cette suppression dans la page de discussion
(un manque de référence n'est pas un argument ; une recherche réelle de référence doit avoir été effectuée, être formellement documentée).
Le château de Druy-Parigny est un édifice situé à Druy-Parigny, en France.

## Localisation
Le château est situé sur le territoire de la commune de Druy-Parigny, située dans le département de la Nièvre en région Bourgogne-Franche-Comté. 

## Description
Le château de Druy-Parigny dont l'entrée se trouve au milieu du côté sud : c'est une porte voûtée en anse de panier, défendue par deux tours à pans, garnies de meurtrières. Sous la voûte se voient encore les rainures qui servaient à faire tomber la herse. À droite de cette façade une grosse tour renfermant les anciennes prisons pourrait bien avoir fait partie de la construction primitive. Le côté ouest n'offre que quelques fragments du mur d'enceinte qui avait à peu près 2 m d'épaisseur. Le côté nord est occupé par un grand bâtiment carré, flanqué de deux tours à ses angles ; ce corps de logis fut bâti en dernier lieu, au XVIIIe siècle, à la place d'anciens bâtiments d'habitation dont il reste encore les deux tours et une tourelle renfermant l'escalier. Il est remanié aux XVIIe et XIXe siècles. Une partie du dispositif de défense est encore visible. De nombreuses archères canonnières subsistent. Un corps de logis conserve les éléments d'une pièce aménagée en chapelle, avec des ogives et un décor de peintures murales[source insuffisante].

## Historique
Construit par la famille de Thianges[réf. nécessaire] au XIIIe siècle, le château est brûlé en 1356 par les Anglais. En 1388, le nouvel édifice fortifié par Bureau de La Rivière[réf. nécessaire], premier chambellan de Charles V le Sage est à nouveau incendié. Reconstruit en 1463 par Jean d'Étampes[réf. nécessaire], évêque de Carcassonne, il est pillé en 1562 pendant les guerres de Religion.
L'ancien château féodal fut incendié en 1945 par les troupes d'occupation allemandes. Il n'en subsiste pratiquement que les tours qui défendaient le porche, leur puissance permet d'imaginer[Interprétation personnelle ?] quelle pouvait être l'importance de cette baronnie de l'évêché de Nevers. Le domaine appartient de nos jours au comte de Maigret[source insuffisante].
Le château fait l'objet d'une inscription partielle (éléments protégés : les façades et toitures du château ; la chapelle en totalité)  au titre des monuments historiques par arrêté du 27 décembre 2004.